# Алейшу де Мінезіш (радник)
Але́йшу де Міне́зіш (порт. Aleixo de Meneses; ? — 7 лютого 1569) — португальський лицар, військовик, дипломат. Королівський радник (з 1542). Наставник і охоронець португальського короля Себаштіана (1559—1568). Сеньйор Алфайятеша. Представник португальського роду Мінезішів.

## Біографія
Син кантаньєдського графа Педру де Мінезіша і Беатриси де Мело, доньки канцлера Руя де Алваренги. Служив при дворах португальських королів Жуана ІІІ і Себаштіана. Вступив до військової служби у юному віці.

### Військова кар'єра
Під командуванням свого дядька Жуана де Мінезіша брав участь у битві при Аземмурі (1513). Згодом став капітаном ескадри з 8 кораблів, подорожував до Індійського океану. Працював старшим капітаном в Ормузі (1516), Кочині (1517). Відзначився у боях з мусульманами при Джидді (1517), захопленні Зейли (1528), обороні Малакки. Тимчасово керував португальським Гоа за відсутності Діогу де Секейри (1520).

### Дипломатична кар'єра
За рекомендаціями королівської ради був кандидатом на пост віце-короля Індії, але Жуан III відправив його португальським послом до Карла V в Кастилію (1537—1539, 1542—1545). Сприяв укладанню шлюбу між португальською інфантою Марією та майбутнім кастильським королем Філіпом II; був хрещеним батьком первістка цього подружжя, інфанта Карлоса.

### Повернення до Португалії
Після смерті Марії повернувся до Португалії. Деякий час працював мажордомом португальської королеви Катерини (1545—1552, 1554) і кастильської інфанти Хуани (1552—1554). Був кандидатом на пост наставника спадкоємця престолу Жуана-Мануела, але не вияв інтересу до посади.
Згодом за наказом королеви призначений наставником і охоронцем принца і майбутнього короля Себаштіана (1559). Виховав останнього войовничим, сповненим поваги до військових здобутків пращурів. Конфлікутував із кардиналом Енріке, який приставив до принца вихователів-єзуїтів. Мав маєток між Голеганом і Сантареном. Займав посаду старшого голови Арроншеша.
Похований у Пінейрівському монастирі святого Антонія в Шамушці.